# Liste der denkmalgeschützten Objekte in Fraham
Die Liste der denkmalgeschützten Objekte in Fraham enthält die denkmalgeschützten, unbeweglichen Objekte der Gemeinde Fraham in Oberösterreich (Bezirk Eferding).

## Denkmäler
Alle bisherigen Denkmäler sind aktuell aus dem Denkmalschutz gefallen.

## Ehemalige Denkmäler
| Foto |                 | Denkmal                                                                 | Standort                   | Beschreibung | Metadaten |
| ---- | --------------- | ----------------------------------------------------------------------- | -------------------------- | ------------ | --- |
| ja   | Datei hochladen | Bauernhof, Großstrohmayrgut HERIS-ID: 8311 Objekt-ID: 4263bis 2021      | Inn 20 Standort KG: Fraham |              | BDA-Hist.: Q38002848 Status: Bescheid Stand der BDA-Liste: 2021-07-01 Name: Bauernhof, Großstrohmayrgut GstNr.: 1195/1 Großstrohmayrgut (Fraham)     |
| ja   | Datei hochladen | Großstrohmayrgut, Auszugshäusel HERIS-ID: 11564 Objekt-ID: 7667bis 2022 | Inn 20 Standort KG: Fraham |              | BDA-Hist.: Q38104932 Status: Bescheid Stand der BDA-Liste: 2022-07-01 Name: Großstrohmayrgut, Auszugshäusel GstNr.: 1195/1 Großstrohmayrgut (Fraham) |